# Les Trésors de Satan
Les Trésors de Satan llançada als Estats Units com The Treasures of Satan, i a Gran Bretanya com The Devil's Money Bags, és un curtmetratge mut francès de 1902 dirigida per Georges Méliès. Va ser llançat per la Star Film Company de Méliès, i està numerat 413–414 en el seu catàleg.

## Trama
En una habitació d'un castell medieval, Satanàs examina sis bosses de diners i després les tanca en un gran cofre. Un home ros, arrossegant-se a l'habitació sobre les seves mans i genolls, salta cap a la taula on espera trobar les bosses de diners. En adonar-se que els diners està en el cofre, l'obre, però la tapa es tanca de cop sobre els seus dits. Quan l'obre de nou, les bosses de diners estan saltant i saltironant pel seu propi compte. L'home tanca la tapa i se senti sobre ella, però cau quan sis dones joves amb abillaments diabòlics emergeixen una a una del cofre. Transformen les bosses de diners en llances i persegueixen l'home per l'habitació; quan l'home intenta refugiar-se en el cofre, màgicament canvia de posició. Les dones desapareixen, però el cofre mateix cobra vida abans de transformar-se en un dimoni i turmentar a l'home. Satanàs i el dimoni llancen a l'home a la caixa forta, i elles i les dones ballen al voltant mentre el foc i el fum surten d'ella. Finalment, la caixa forta explota per a revelar les bosses de diners originals, sanes i estàlvies.

## Producció
Méliès apareix en la pel·lícula com l'home ros. L'escenari de la pel·lícula, que recorda una mica als antecedents de Gustave Doré, revela un coneixement detallat de Méliès sobre la arquitectura medieval. També es poden trobar paisatges medievals similars a Doré poden trobar-se en altres pel·lícules de Méliès, com ara La Lune à un mètre (1898) i Le Tour de Londres ou les Derniers Moments d'Anne de Boleyn. La clau de la pel·lícula es va construir a una escala irrealment gran per a permetre que es veiés amb claredat, un dispositiu similar al de l'inserit al cinema modern. Els efectes especials de la pel·lícula van ser creats utilitzant maquinària escènica (per a fer el ball de bosses de diners), pirotècnia, i escamoteig.
Pel fet que la pel·lícula és muda i no conté intertítols, els detalls de la seva trama són difícils de desxifrar. En el seu estudi d'un llibre de Méliès, John Frazer suggereix que la pel·lícula involucra diners pertanyents a Satán, i que el personatge de perruca rossa interpretat per Méliès és un lladre. Per contra, un catàleg estatunidenc de 1905 produït per la Star Film Company afirma que el personatge ros és l'avar que posseeix tant les bosses de diners com el castell on la pel·lícula pren lloc, i que Satán ha entrat en secret al castell per a entremetre's amb els diners inesperadament. No obstant això, el catàleg també afirma que hi ha set bosses d'or i set dones demoníaques, una numeració no confirmada per la pel·lícula en si.

## Temes i recepció
La pel·lícula és una dels tants treballs de Méliès en els quals el personatge de Satán demostra el que l'historiador de cinema Richard Abel caracteritza com "un poder diabòlicament juganer", que permet a Méliès subvertir i satiritzar els valors socials francesos amb un abandó carnavaler. Altres pel·lícules de Méliès amb temes semblants i igualment rebels i personatges diabòlics són Le Diable au couvent, Le Chaudron infernal, i Le Cake-walk infernal.